# Adobe Ultra

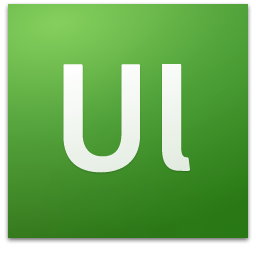

Adobe Ultra（アドビ・ウルトラ）は、画像をキーイング合成させるソフトである。Windowsのみが対応となっている。Adobe Creative SuiteのCS3に属したが、CS4ではリリースされていない。Serious MagicのUltra Keyというソフトをベースとしている。